# Море Густава-Адольфа
Море Густава-Адольфа (також Море Принца Густава-Адольфа) — маленьке міжострівне море в Канадському Арктичному архіпелазі. Є частиною Північно-Льодовитого океану. Море Густава-Адольфа обмежене зі заходу двома островами: Борден і Маккензі-Кінг, зі сходу — островом Елфа Рінґнеса, а з півдня — островом Лохід.
Назву морю було дано Отто Свердрупом під час його експедиції 1902 року. Вважаючи, що він добрався до західного кордону Канадського Арктичного архіпелагу, Свердруп назвав акваторію на схід від острова Елфа Рінґнеса морем Принца Густава-Адольфа — в честь шведського принца Густава-Адольфа, майбутнього короля Густава VI Адольфа, сина Густава V, в честь якого він назвав море на північ від Острова Елфа Рінґнеса.
У вітчизняній географії ця акваторія часто іменується протокою Принц-Густав-Адольф (однойменна протока є біля берегів Антарктиди).